# 鈴木彩夏 (プロ雀士)
鈴木 彩夏（すずき あやか）は、日本プロ麻雀連盟に所属する女流プロ雀士。東京都出身。階級は二段。

## 経歴
2023年5月に行われた女流桜花Aリーグにて4戦オールプラスでトップを取った。